# 贝多芬中期弦乐四重奏
贝多芬中期弦乐四重奏通常指贝多芬以下5部弦乐四重奏作品：
1. 拉祖莫夫斯基弦乐四重奏（作品59）
  1. F大调第7号, 作品59/1
  2. e小调第8号, 作品59/2
  3. C大调第9号, 作品59/3
2. 降E大调第10号, 作品74 “竖琴”
3. f小调第11号, 作品95 “严肃”